# George W. Kendall
Pour les articles homonymes, voir Kendall.
George Wilkins Kendall (22 août 1809 - 21 octobre 1867) était un journaliste et écrivain américain. Il est né à Mont Vernon (New Hampshire) et mort à son ranch de Post Oak, dans le comté de Kendall au Texas.
En 1837, il fonda avec Francis A. Lumsden le journal The New Orleans Picayune. En 1841, il suivit l'expédition texane vers Santa Fe (Nouveau-Mexique). Il couvrit ensuite plusieurs batailles de la guerre de Sécession et publia The War Between the United States and Mexico.

## Premières années
Il était l'aîné des cinq enfants de Thaddeus Kendall et de sa seconde épouse, Abigail Wilkins Kendall, issus de deux éminentes familles puritaines de noblesse anglaise. Leurs ancêtres avaient immigré au Massachusetts depuis le Pays de Galles, l'Écosse et l'Angleterre au XVIIe siècle, puis participé à la fondation de la province du New Hampshire au XVIIIe siècle. Plusieurs membres de sa famille occupèrent des fonctions gouvernementales, religieuses et militaires durant la Guerre d'Indépendance américaine.
Il passa la majeure partie de son enfance sous la tutelle de son grand-père, le diacre Samuel Wilkins  (l'une des personnalités les plus influentes de la région). Bien que sa scolarité fût brève, son tempérament curieux et son goût pour la lecture lui permirent de développer de remarquables compétences en géographie et en communication, principalement par auto-apprentissage.
Dans sa jeunesse, il s'essaya brièvement au théâtre comme acteur et dramaturge, affinant ainsi un sens de l'humour acéré et cultivant son talent naturel pour la narration.